# Pleurozia acinosa
Pleurozia acinosa là một loài rêu tản trong họ Pleuroziaceae. Loài này được (Mitt.) Trevis. miêu tả khoa học lần đầu tiên năm 1877.